# NBA Live 14
NBA Live 14 är ett basketspel utgivet 2013 till Playstation 4 och Xbox One. Spelet är det första i NBA Live-serien sedan NBA Live 10 släpptes 2009. Spelomslaget pryds av Kyrie Irving i Cleveland Cavaliers.

## Musik
| Artist                                                   | Stycke                                     |
| -------------------------------------------------------- | ------------------------------------------ |
| Ace Hood feat. Anthony Hamilton                          | "The Come Up"                              |
| Action Bronson                                           | "Strictly 4 My Jeeps"                      |
| Angel Haze                                               | "Echelon (It's My Way)"                    |
| Big Sean                                                 | "Fire"                                     |
| Bishop Nehru                                             | "Elder Blossoms"                           |
| Bishop Nehru                                             | "Mobb Dizzle"                              |
| Casey Veggies                                            | "Young Winners"                            |
| Chuckie feat. Lupe Fiasco, Too $hort & Snow tha Product  | "Makin' Papers"                            |
| Danny Brown ft. Scrufizzer                               | "Dubstep"                                  |
| Dillon Francis feat. Totally Enormous Extinct Dinosaurs  | "Without You"                              |
| Diplo feat. Boaz van de Beatz, Mike Posner och RiFF RAFF | "Crown"                                    |
| Diplo                                                    | "Revolution"                               |
| Dizzy Wright                                             | "B.T.T."                                   |
| Flosstradamus & DJ Sliink                                | "Crowd Control 2.0"                        |
| Joey Bada$$ ft. Kirk Knight                              | "Afterlife"                                |
| Kat Dahlia                                               | "Clocks"                                   |
| Keys N Krates                                            | "I Just Can't Deny"                        |
| Kid Ink                                                  | "Money and the Power"                      |
| Logic                                                    | "Ballin"                                   |
| Lorde                                                    | "Million Dollar Bills"                     |
| Major Lazer ft. Flux Pavilion                            | "Jah No Partial (Heroes X Villains Remix)" |
| Pusha T                                                  | "Numbers On the Boards"                    |
| Run the Jewels                                           | "DDFH"                                     |
| ScHoolboy Q                                              | "Man of the Year"                          |
| Skaters                                                  | "Band Breaker"                             |
| Sleigh Bells                                             | "Bitter Rivals"                            |
| Stalley                                                  | "Samson"                                   |
| Travi$ Scott ft. T.I. & 2 Chainz                         | "Upper Echelon"                            |
| Vic Mensa ft. Eliza Doolittle                            | "Yung Net Save Peso"                       |
| Wax Wreckaz                                              | "High Grade Riddim"                        |

### Fotnoter
1. ↑  ”NBA Live 14 coming out on next-gen consoles”. Polygon. 21 maj 2013. http://www.polygon.com/2013/5/21/4351738/nba-live-14-next-gen-consoles. Läst 20 maj 2014.
2. ↑  ”FIFA 14, UFC, NBA Live and Madden announced for Xbox One - FIFA 14 for PC News”. Videogamer.com. 21 maj 2013. http://www.videogamer.com/pc/fifa_14/news/fifa_14_ufc_nba_live_and_madden_announced_for_xbox_one.html. Läst 20 maj 2014.
3. ↑  ”Madden, FIFA, UFC and NBA Live Also Coming to PS4”. IGN. 21 maj 2013. http://www.ign.com/articles/2013/05/21/madden-fifa-ufc-and-nba-live-also-coming-to-ps4. Läst 20 maj 2014.